# Nu är det härligt att leva
Nu är det härligt att leva är en svensk psalm med text och musik skriven 1990 av kyrkomusikern och prästen Fride Gustavsson inom Evangeliska fosterlandsstiftelsen. Psalmens refräng bygger på Jesaja 42:10, första vers på Första Moseboken 1:8 och tredje versen på Första Moseboken 1:2.

## Publicerad i
- Verbums psalmbokstillägg 2003 som nummer 753 under rubriken "Dagens och årets tider: Årstiderna".[1]
- Hela familjens psalmbok 2013 som nummer 105 under rubriken "Hela året runt".[2]